# Sadovo
Sadovo (bulharsky Садово) je město ve středním Bulharsku v Hornothrácké nížině. Žije tu přibližně 2 500 obyvatel.
Jedná se o správní středisko stejnojmenné obštiny v Plovdivské oblasti.
V roce 1916 zde byla naměřena nejvyšší teplota v Bulharsku (42,5 °C).

## Historie
Sadovo bylo založeno v letech 1365 – 1390 jako sídlo pro turecké osadníky přesídlené do Thrákie, a to za panování sultánů Murada (porobitele Bulharů) a Bajezída. Zpočátku byla obec osídlena výhradně tureckými muslimy. Podle ústního podání byl její nejstarší název Küçuk Stambol. Nejstarší písemný záznam pochází z osmanského daňového rejstříku z roku 1472, kde je uvedena jako Çeşnegir a všichni její obyvatelé jako muslimové.
Sídlo ztratilo jednotný muslimský charakter v 16. století přistěhováním Romů, mezi nimiž byli zastoupeni i křesťané s vlastními knězi. V roce 1572 zde bylo zaznamenáno 120 muslimských rodin (75 tureckých, 30 romských a 15 bulharských) a 12 romských křesťanských rodin. V roce 1596 zde bylo napočítáno 96 muslimů a 48 křesťanů, z nichž 37 bylo Romů včetně 2 popů; ostatní křesťané byli Bulhaři bez vlastního kněze. Podle berního soupisu z roku 1622 zde žilo 9 bulharských křesťanských rodin. Převážně muslimské osídlení trvalo po celé 17. století a poté se podíl křesťanů začal zvyšovat.
V každoročním berním soupisu je sídlo v roce 1848 zaneseno pod názvem Çeşnegir s přívlastkem Tongurcak. Před rusko-tureckou válkou k obci patřilo 30 ha orné půdy, na níž se pěstovala zejména rýže, a pastviny, kde se chovaly ovce, krávy, buvoli, prasata a koně. Po oné válce se obec stala součástí Východní Rumélie. Současný název nese od roku 1881, údajně podle básníka Ivana Vazova, který při svém průjezdu obcí, zvolal: „Jaký krásný sad!“

## Obyvatelstvo
K 15. září 2024 ve městě žilo 2 581 obyvatel a bylo zde trvale hlášeno 2 688 obyvatel. Podle sčítání 1. února 2011 bylo národnostní složení následující:
- Bulhaři: 1 817 (93.2 %)
- Turci: 56 (2.9 %)
- Romové: 50 (2.6 %)
- ostatní[p 2]: 26 (1.3 %)